# Логор Војно
Логор Војно је био логор који је основало Хрватско вијеће обране (ХВО) од јуна 1993. до марта 1994. године, да би заточило десетине хиљада Бошњака у општини Мостар. Бошњаци у логору били су изложени убиствима, малтретирању, силовањима, затварањима и убиствима. 

## Логор
Услови у логору Војно били су тешки и нездрави, са претрпаношћу, недостатком хране и воде, лошом вентилацијом, недовољном постељином и неадекватним санитарним просторијама. 
ХВО је свакодневно физички и психички злостављао мушкарце Бошњаке заточене у логору Војно. Снаге Херцег-Босне/ХВО-а убиле су најмање тринаест мушкараца Бошњака док су били заточени у логору Војно и ранили многе друге. Снаге ХВО-а рутински су тукле мушкарце Бошњаке песницама, ногама, гуменим палицама и разним дрвеним предметима. Мушкарци Бошњаци су били подвргнути струјним ударима, често присиљавани да туку једни друге и на друге начине злостављани и понижавани. Заточеници Бошњаци били су приморани да присуствују погубљењу других заточеника по пријеком поступку. Заточеници су често били изложени посебно тешком малтретирању у знак одмазде за војне успехе АБиХ. 
Мушкарци Бошњаци заточени у логору Војно, заједно са мушкарцима Бошњацима заточеним на Хелиодрому (који су често слани у логор Војно на седмодневну ротацију) коришћени су на принудном раду на подручју Војног. Присилни рад је укључивао изградњу војних утврђења, копање ровова, ношење муниције војницима ХВО-а и извлачење погинулих и рањених војника ХВО-а, често дуж линије сукоба и у јеку борбених услова. Мушкарци Бошњаци који су се бавили таквим пословима редовно су били изложени ватри из минобацача, снајпера и другог малокалибарског оружја, а најмање тридесет девет мушкараца Бошњака је убијено или рањено. 
ХВО је у логору Војно, отприлике од јуна до децембра 1993. године, заточио педесетак жена и девојака цивила Бошњака (заједно са њиховом малом децом). Бошњачке жене и други држани су без икаквог истинског или бона фиде настојања ХВО-а да утврди њихов статус или да разликује војне заточенике од цивила. ХВО није обезбиједио ни пуштање цивила ни премештање на сигурну локацију. 
Војници ХВО-а су у више наврата силовали и сексуално злостављали око педесет жена и девојака цивила Бошњака заточених у логору Војно.  Таквим епизодама сексуалног напада често су претходиле или су биле праћене премлаћивањем или претњама да ће непоштивање правила довести до убијања жениног детета (или деце). 
Бошњачка деца заточена у логору Војно редовно су била изложена окрутном поступању, глади и одвајању од својих мајки, што је резултирало физичким патњама и траумама ових, неких од млађих жртава прогона и чишћења Херцег-Босне/ХВО-а. 

## Недавни догађаји
Марко Радић, Драган Шуњић, Дамир Брекало и Мирко Врачевић проглашени су кривим да су као чланови Хрватског вијећа обране учествовали у убиствима, малтретирању, силовањима, затварању и убиствима заточених Бошњака. Државни суд БиХ осудио је Марка Радића на 25 година затвора, Драгана Шуњића на 21 годину, Дамира Брекала на 20 и Мирка Врачевића на 14.  Другостепеном пресудом казне су им смањене на 21, 16, 20 и 12 година затвора. 
Највиши преживели лидери Јадранко Прлић, Бруно Стојић, Слободан Праљак, Миливој Петковић, Валентин Ћорић, Берислав Пушић оптужени су за злочине против човечности, тешке повреде Женевских конвенција и кршење закона ратовања.  